# Yingde

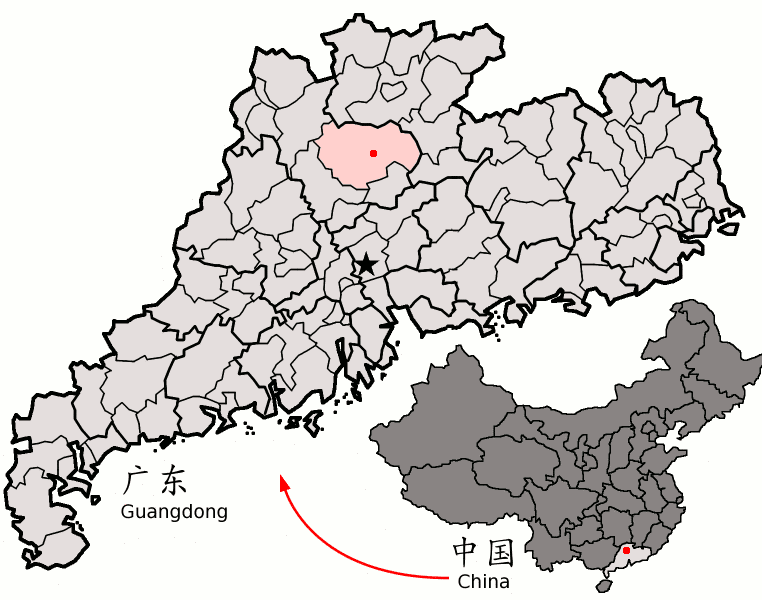
Lage der Stadt Yingde in der Provinz Guangdong

Die Stadt Yingde (chinesisch 英德市, Pinyin Yīngdé Shì) ist eine kreisfreie Stadt in der Provinz Guangdong der Volksrepublik China. Sie gehört zum Verwaltungsgebiet der bezirksfreien Stadt Qingyuan. Yingde hat eine Fläche von 5671 km² und zählt 941.325 Einwohner (Stand: Zensus 2020).
Die Stadt ist für ihren schwarzen Tee, den Yingde hongcha, bekannt.